# Кашаєвка
Каша́євка (рос. Кашаевка) — село у складі Пачелмського району Пензенської області, Росія.
Населення — 134 особи (2010; 173 у 2002).
Національний склад станом на 2002 рік:
- росіяни — 93 %